# Elana Maryles Sztokman
Elana Maryles Sztokman, née le 20 décembre 1969 à Flatbush (Brooklyn) est une écrivaine, sociologue et militante féministe américaine.
Ses deux premiers ouvrages, qui explorent le thème de l'identité de genre dans la communauté juive orthodoxe, ont reçu le Prix national du livre juif,.
En 2020, elle se présente aux élections législatives israéliennes pour la Knesset en tant que membre fondatrice du Parti des femmes de Kol Hanashim mais fut tout de suite éliminée.

## Biographie
Elana Maryles Sztokman naît à Flatbush dans l'état de Brooklyn, aux États-Unis, le 20 décembre 1969. Troisième d'une fratrie de quatre filles, elle est la fille de Matthew Maryles, ancien partenaire de gestion de la banque d'investissement CIBC Oppenheimer et Gladys Schmeltz Maryles, femme au foyer et bénévole. Elana Maryles Sztokman fréquente la Yeshiva des écoles élémentaires et secondaires de Flatbush, puis étudie les sciences politiques et l'éducation au Barnard College. Elle immigre en Israël en 1993 et reçoit une maîtrise en éducation juive et un doctorat en éducation, sociologie et anthropologie de l'Université hébraïque de Jérusalem.
Elle participe à la fondation de Mavoi Satum, une organisation dédiée à aider agounah, qu'elle a coprésidé (de 1997 à 2002), et devient ensuite la directrice exécutive de l'Alliance féministe juive orthodoxe, en 2012. Elle reçoit l'attention des médias en septembre 2014, après qu'un homme haredi ait refusé de s'asseoir à côté d'elle, durant un vol El Al, allant des États-Unis vers Israël,,.
En 2017, Elana Maryles Sztokman étudie pour devenir rabbin réformé au Hebrew Union College-Jewish Institute of Religion.
Avec son ouvrage When Rabbis Abuse : Power, Gender, and Status in the Dynamics of Sexual Abuse in Jewish Culture elle veut montrer les méthodes du clergé juif pour exploiter des victimes et les protections de celui-ci par dans les institutions juives.

### Vie privée
Elana Maryles Sztokman est mariée à Jacob Sztokman, le fondateur de Gabriel Project Mumbai, une initiative juive de lutte contre la pauvreté et l'analphabétisme chez les enfants à Mumbai, en Inde. Ils ont quatre enfants et vivent à Modi'in, en Israël.